# Leucopholis coneophora
Leucopholis coneophora är en skalbaggsart som beskrevs av Hermann Burmeister 1855. Leucopholis coneophora ingår i släktet Leucopholis och familjen Melolonthidae. Inga underarter finns listade i Catalogue of Life.